# Рут Брънсуик
Рут Джейн Мак Брънсуик (на английски: Ruth Jane Mack Brunswick, родена Рут Джейн Мак) е американски психолог.

## Биография
Родена е на 17 февруари 1897 година в Чикаго, САЩ. Мак отначало е студентка, а после и близка приятелка и сътрудничка на Зигмунд Фройд и е отговорна за голяма част от пълнотата на Фройдовата теория.
През 1922 г. тя отива във Виена, за да бъде анализирана от Фройд, и скоро става част от вътрешния кръг на последователите му, а през 1930 става пълноправен член на Виенското психоаналитично общество.

### Смърт
Брунсуик страда от стомашно-чревно заболяване, което я води до злоупотреба с болкоуспокояващи и други лекарства. Към 1933 г. тя вече е развила пълна зависимост от опиати. Умира на 24 януари 1946 година в Ню Йорк на 48-годишна възраст в резултат на падане в банята, докато е под въздействието на опиати. American Journal of Psychoanalysis пише само, че „тя почина внезапно и трагично“.